# Onostemma
Onostemma is een geslacht van hooiwagens uit de familie Sclerosomatidae.
De wetenschappelijke naam Onostemma is voor het eerst geldig gepubliceerd door Mello-Leitão in 1938. 

## Soorten
Onostemma omvat de volgende 2 soorten:
- Onostemma imitans
- Onostemma maculatipes